# 蓝色茉莉
是一部2013年伍迪·艾伦编剧并执导的美国剧情片，凯特·布兰切特、莎莉·霍金斯和亚历克·鲍德温主演。2013年7月26日在纽约市和洛杉矶有限上映，英国于9月27日上映。女主角布兰切特获得超過30座影評人協會獎及第71屆金球獎、第20屆美國演員工會獎、第67屆英國電影學院獎和第86届奥斯卡金像奖最佳女主角奖。

## 剧情
|  | 剧情可分为两部分，一部分是茉莉（凱特·布蘭琪 飾）与丈夫哈罗德（亞歷克·鮑德溫 飾）在纽约过的富贵生活；另一部分为茉莉与妹妹金吉（莎莉·霍金斯 飾）在旧金山过的另一种人生，片中将这两种人生穿插在一起，向观众展示了茉莉的人生轨迹与巨大落差。 |

纽约贵妇茉莉和富商丈夫哈羅德的婚姻触礁，经济也遭遇危机，于是她决定搬到旧金山与在超市工作的妹妹金吉住在一起，茉莉和金吉皆為從小被領養的孩子，兩人並無血緣關係。
哈罗德是一名从事金融投资领域的富有男人，茉莉放棄大學文憑与之结婚时，哈罗德已有过一段婚姻，且有一个在哈佛大学就读的儿子丹尼（阿爾登·埃倫瑞奇 飾）。此时茉莉与丈夫过着穿金戴银、经常出入豪华场所的奢华上流生活。但茉莉發現原来哈罗德经常与其他女子有染，还爱上了一名10多岁的法国女孩。得知丈夫外遇的茉莉無法接受，向丈夫哈羅德質問後，兩人發生激烈爭吵，茉莉憤而向FBI舉报，揭發哈罗德在金融领域的诈骗罪行。而就在哈罗德當街被捕后，其家产亦遭没收和拍卖，导致茉莉過著前所未有的贫穷生活，繼子丹尼則因同學的異樣眼光而选择退学並離家出走，哈罗德又在狱中自杀身亡。茉莉因為此番一連串的打擊而經常出現自言自语的神经質半崩潰状态，于是，破產的茉莉前往旧金山投靠妹妹金吉。
金吉与前夫奥吉（Andrew Dice Clay 飾）育有两个孩子，奥吉因在哈罗德处投资受骗賠光積蓄而与老婆离婚。其後金吉与一位名叫车利（Bobby Cannavale 飾）的男子交往，茉莉对車利並無好感，認為金吉應該再找一个更好的对象以改變自己的人生。因生活所迫，沒有大學學歷又無一技之長的茉莉在牙医診所裡擔任助理，并利用空闲时间上电脑課，打算将来通过网上学习做一名室内设计师，學習真正自食其力。沒料到卻因为受到雇主医生（Michael Stuhlbarg 飾）的性骚扰而选择辞职。
不久，茉莉与金吉在一个聚会上各遇到了让她们心动的男性。金吉遇到的阿尔（路易·C·K 飾）是一名音响师，很快两人产生好感并多次发生性关系，此事之後被金吉未婚夫車利獲知，金吉與車利發生口角。而茉莉遇见的杜怀（彼得·賽斯嘉 飾）則是一位年轻富有、有抱负的政坛新星，茉莉和他在宴會上一见钟情。茉莉为了更進一步與杜懷發展關係，在交往過程中隐瞒了曾經組織家庭並破產而投靠妹妹的事實，甚至謊稱自己是室內設計師。不知情的杜怀在购买了一所临海别墅后很快地向茉莉求婚，然而就在两人前去购买订婚戒指之时碰到了奥吉，奥吉对茉莉抱怨被哈罗德詐騙一事，並告知茉莉繼子丹尼的下落。杜懷得知茉莉的經歷後，不能容忍茉莉的欺骗，选择不再与茉莉结婚。
此突發事件敲碎了茉莉再度飛上枝頭當鳳凰的美夢。受到这次沉重打击后，茉莉抱著希望前去見繼子丹尼，但已婚有了新生活的丹尼對茉莉表示再也不想見到茉莉，希望茉莉遠離自己的人生。茉莉伤心地回到了妹妹金吉的住处。此时妹妹已与车利和好如初，原因是她发现阿尔是有妇之夫。最终茉莉在与金吉吵过架后，独自来到公园坐到了椅子上，她再一次自言自语抱怨起了自己的经历与麻烦......。

## 角色
- 凯特·布兰切特 飾演 Jeanette "Jasmine" Francis
- 亚历克·鲍德温 飾演 Hal Francis，Jeanette的丈夫，从事金融工作，最终因诈骗被FBI抓捕并在狱中自杀
- 莎莉·霍金斯 飾演 Ginger，Jasmine的妹妹，在超市做收银工作，两人是没有血缘关系、被领养的姐妹
- 鮑比·坎納瓦爾 飾演 Chili，Ginger的未婚夫与汽车修理工，Jasmine对他比较反感
- 路易·C·K 飾演 Al Munsinger，Ginger在舞会上认识的情人，从事音响工作，由于他已婚导致Ginger离开了他
- 安德魯·戴斯·克萊 飾演 Augie，Ginger的前夫，他把20万元交给Harold进行投资，后来血本无归导致他与Ginger离婚
- 彼得·賽斯嘉 飾演 Dwight Westlake，富有的政坛新星，Jasmine钟情的对象
- 米高·舒伯 飾演 Dr. Flicker[6]，牙医，Jasmine曾担任他的助理，因受到他的性骚扰Jasmine选择辞职
- 塔米·布蘭切特（英语：Tammy Blanchard） 飾演 Jane，Jeanette的朋友
- 馬克斯·凱塞拉 飾演 Eddie，Chili朋友，曾欲追求Jeanette
- 阿爾登·埃倫瑞奇 飾演 Danny Francis，Harold的儿子，Jeanette的继子，在父亲出事后他选择从大学退学，后从事二手乐器的销售工作

## 制作
此片由Letty Aronson、Stephen Tenenbaum和Edward Walson担任制片人。这是Sony Pictures Classics 公司发行的第六部伍迪·艾伦作品。
2012年3月底，伍迪·艾倫表示屬意由凱特·布蘭琪出演女主角。最初伍迪·艾倫致電至居住在雪梨的布蘭琪，兩人只來回通過一次電話即促成此次合作，6月，公布其他演員名單，此時，布蘭琪前往紐約和此片飾演妹妹的演員莎莉·霍金斯碰面，兩人在布蘭琪下榻飯店研究劇本並培養默契。同年，在纽约市和旧金山拍摄。布蘭琪為了扮演片中主角Jasmine，在開拍前即前往紐約居住，並觀察紐約人的日常生活。片中結局的拍法亦是布蘭琪向導演所提出的建議。布蘭琪表示：「我觀察了那些在失去一切並試著重新尋找生活的人。這人物總是在酗酒，狀態也不好，所以開拍前我也試著喝很多，想找到片中人物的那種感覺。我去研究了麥道夫醜聞，很多人因為這樣的事件從巨富變得一貧如洗。需要試著瞭解那些人物的心理和他們所尋找的東西，回到角色最開始的地方和釐清其中的關係，只有這樣，才能真正理解這人。導演Woody筆下的女性角色，總是這麼令人無法逃避，她們有的是缺點，但總是很真實。」

## 上映
2013年7月26日，《蓝色茉莉》在洛杉磯與紐約六家電影院「限定上映」，同年8月23日全國上映。印度政府要求刪除片中的抽菸鏡頭，使伍迪·艾倫拒絕此片在印度上映。影片DVD于2014年1月21日发行。

### 評價
烂番茄新鲜度91%，Metacritic上47家媒体综评78分，获得广泛赞誉。
《明報》的石琪給予三顆星（最高五顆）：「《情迷藍茉莉》描述美國一個上流貴婦遭殃落難，充滿可笑又可悲的黑色諷刺，成為伍迪·艾倫近年佳作。」 中国影评人认为：“布莱切特把过气名媛曾经的光鲜靓丽和落魄后的敏感、神经质这两种状态演绎的十分到位，让观众对这个角色又爱又恨又怜悯。风情万种时迷死人，神经质起来吓死人，女神和女神经病共存，凯特·布莱切特有望凭借此片再拿一座奥斯卡小金人。”。
2023年8月，本片在爛番茄整理「2010年代最佳50部喜劇」的排行榜，位居第44名。

## 外部連結
- 官方网站（英文）
- 官方网站（日語）
- 開眼電影網上的資料（繁體中文）
- 豆瓣电影上《蓝色茉莉》的資料 （简体中文）
- 时光网上的資料（简体中文）
- AllMovie上的资料（英文）
- 爛番茄上的資料（英文）
- Box Office Mojo上的資料（英文）
- TCM电影资料库上的资料（英文）
- Metacritic上的資料（英文）
- 互联网电影数据库（IMDb）上的资料（英文）